# Tixati
Tixati è un client BitTorrent a codice chiuso, scritto in C++ e disponibile per Linux e Microsoft Windows. Oltre ad essere scaricabile come installer, il pacchetto è disponibile in versione portable. Il presidente di Tixati Software, Kevin Hearn, in passato era stato presidente di Frontcode Technologies, la ditta che sviluppava il popolare software WinMX.
La prima versione di Tixati fu pubblicata il 27 giugno 2009. Per un certo periodo chi visitava il sito ufficiale di WinMX dopo la chiusura dello stesso avvenuta nel 2005 per problemi legali, veniva reindirizzato proprio sul sito ufficiale di Tixati.
Il programma ha ricevuto valutazioni positive per la facilità d'uso, le funzioni disponibili e la leggerezza. Stando al sito ufficiale, non contiene né pubblicità né spyware.